# المقرائي (حبيش)

تعديل مصدري - تعديل

المقرائي هي إحدى قرى عزلة الناحية بمديرية حبيش التابعة لمحافظة إب، بلغ تعداد سكانها 204 نسمة حسب تعداد اليمن لعام 2004.